# Puruslamm
Puruslamm är en sjö i Rättviks kommun i Dalarna och ingår i Dalälvens huvudavrinningsområde. Sjön har en area på 0,136 kvadratkilometer och ligger 277,1 meter över havet.

## Delavrinningsområde
Puruslamm ingår i det delavrinningsområde (680973-146368) som SMHI kallar för Utloppet av Tansen. Medelhöjden är 293 meter över havet och ytan är 7,85 kvadratkilometer. Räknas de 14 avrinningsområdena uppströms in blir den ackumulerade arean 100,1 kvadratkilometer. Stråån (Tansån) som avvattnar avrinningsområdet har biflödesordning 3, vilket innebär att vattnet flödar genom totalt 3 vattendrag innan det når havet efter 400 kilometer. Avrinningsområdet består mestadels av skog (74 procent). Avrinningsområdet har 1,55 kvadratkilometer vattenytor vilket ger det en sjöprocent på 19,7 procent.